# Sleep's Holy Mountain
Sleep's Holy Mountain es el segundo álbum de la banda de stoner rock Sleep, lanzado en noviembre de 1993 por Earache Records. Este sería el último álbum de la banda como un grupo de actuación; para su próximo álbum la banda ya había terminado. Junto con el álbum Blues for the Red Sun de Kyuss, este álbum es considerado uno de la escena stoner rock más influyentes del mundo.

## Lista de canciones
1. "Dragonaut" – 5:43
2. "The Druid - 4:52
3. "Evil Gypsy / Solomon's Theme" - 7:07
4. "Some Grass" - 0:48
5. "Aquarian" - 5:38
6. "Holy Mountain" - 8:45
7. "Inside the Sun" - 5:45
8. "From Beyond" - 10:34
9. "Nain's Baptism" - 3:02

## Créditos
- Al Cisneros - voz, bajo eléctrico
- Matt Pike - guitarra
- Chris Hakius - batería
- Billy Anderson - producción e ingeniería de audio
- Robert Klem - arte de portada

- Datos: Q2745961